# Kalansuwa
Kalansuwa (hebr. קלנסווה; arab. قلنسوة) – miasto położone w Dystrykcie Centralnym w Izraelu.
Leży na równinie Szaron, w otoczeniu miasta At-Tajjiba, miasteczka Coran-Kadima, moszawów Azri’el, Kefar Jabec, Porat, Ge’ulim, Tenuwot, Be’erotajim, Niccane Oz i Sza’ar Efrajim.

## Historia
Pierwsze wzmianki o wsi pochodzą z XIII wieku, jednak współczesna osada została założona w XVII wieku.
29 listopada 1947 roku Zgromadzenie Ogólne Organizacji Narodów Zjednoczonych przyjęło Rezolucję nr 181 o podziale Palestyny na dwa państwa: żydowskie i arabskie. Na mocy tej rezolucji wioska Kalansuwa miała znaleźć się w państwie arabskim, jednak podczas wojny o niepodległość w 1948 została zajęta przez wojska izraelskie. Po zawarciu rozejmu, wioska Kalansuwa znalazła się na terytoriach przyznanych państwu Izrael.
Prawa miejskie Kalansuwa otrzymała w 2000.

## Demografia
Zgodnie z danymi Izraelskiego Centrum Danych Statystycznych w 2008 roku w mieście żyło 18,1 tys. mieszkańców, wszyscy Arabowie.
Zgodnie z danymi Izraelskiego Centrum Danych Statystycznych w Kalansuwie w 2000 było 2230 zatrudnionych pracowników i 396 pracujących na własny rachunek. Pracownicy otrzymujący stałe pensje zarabiali w 2000 średnio 3854 NIS, i otrzymali w ciągu roku podwyżki średnio o 4,0%. Przy czym mężczyźni zarabiali średnio 4412 NIS (podwyżka o 5,6%), a kobiety zarabiały średnio 2162 NIS (spadek o -12,4%). W przypadku osób pracujących na własny rachunek średnie dochody wyniosły 3764 NIS. W 2000 roku w Kalansuwie było 141 osób otrzymujących zasiłek dla bezrobotnych i 1891 osób otrzymujących świadczenia gwarantowane.
Populacja miasta pod względem wieku:
| Wiek (w latach) | Procent populacji w % |
| --------------- | --------------------- |
| 0-4             | 14,4%                 |
| 5-9             | 15,0%                 |
| 10-14           | 12,1%                 |
| 15-19           | 10,3%                 |
| 20-29           | 16,0%                 |
| 30-44           | 18,7%                 |
| 45-59           | 9,2%                  |
| ponad 60        | 4,3%                  |

Źródło danych: Central Bureau of Statistics.

## Transport
Na wschód od miasta przebiega autostrada nr 6, brak jednak możliwości bezpośredniego wjazdu na nią. Przez północno-wschodnią część miasta przebiega droga nr 5614, którą jadąc na wschód dojeżdża się do moszawu Sza’ar Efrajim i miasta At-Tajjiba, lub jadąc na północ dojeżdża się do drogi ekspresowej nr 57  (Netanja – Niccane Oz).

## Oświata
W mieście znajdują się cztery szkoły podstawowe i cztery szkoły średnie, w których uczy się 3,8 tys. uczniów. Wśród szkół są między innymi: Umar Ibn al-Chatab, Ibn Sina, As-Salam, Chalid Ibn al-Walid oraz Ibn Ruszid.

## Kultura i sport
W mieście jest ośrodek kultury, biblioteka publiczna oraz liczne obiekty sportowe.